# Оливерас, Марк
Марк Оливерас (исп. Marc Oliveras, род. 20 декабря 1991 года, Барселона, Испания) — андорранский горнолыжник, участник зимних Олимпийских игр 2014 года, серебряный призёр зимней Универсиады 2015 года.

## Спортивная биография
Заниматься горными лыжами Марк Оливерас начал в раннем детстве. На соревнованиях под эгидой FIS Марк начал выступать с начала 2007 года. В 2009 году молодой горнолыжник принял участие в молодёжном чемпионате мира, но ни на одной из дистанций не смог попасть даже в число 40 лучших. С 2010 года Оливерас стал принимать участия в соревнованиях Кубка Европы, Североамериканского Кубка и Кубка Южной Америки, причём в каждом из этих Кубков Оливерасу удавалось набирать зачётные очки. 17 декабря 2010 года Марк дебютировал в рамках Кубка мира на этапе в итальянской Валь-Гардене. В 2013 году Оливерас впервые выступил на взрослом чемпионате мира. Лучшим результатом для андорранского горнолыжника стало 27-е место в суперкомбинации.
В 2014 году Марк Оливерас дебютировал на зимних Олимпийских играх. В суперкомбинации Оливерас стал 31-м. В соревнованиях в супергиганте Марк показал 34-е время, отстав от первого места почти на 4 секунды. В гигантском слаломе андорранский спортсмен показал 38-е место, а в скоростном спуске Марк показал 40-е время.
В 2015 году стал серебряным призёром зимней Универсиады в супергиганте.

## Результаты

### Олимпийские игры
| Олимпийские игры | Скоростной спуск | Супергигант | Гигантский слалом | Слалом | Комбинация |
| ---------------- | ---------------- | ----------- | ----------------- | ------ | ---------- |
| Сочи 2014        | 40               | 34          | 38                | —      | 31         |

### Чемпионат мира
| Чемпионат мира | Скоростной спуск | Супергигант | Гигантский слалом | Слалом | Комбинация |
| -------------- | ---------------- | ----------- | ----------------- | ------ | ---------- |
| Шладминг 2013  | 32               | DNF1        | DNF1              | —      | 27         |